# كلية ليوا
جامعة ليوا هي مؤسسة للتعليم العالي تقع في أبو ظبي، الإمارات العربية المتحدة.

## تاريخ الكلية
تأسست جامعة ليوا في عام 1993 باسم معهد الإمارات للتكنولوجيا، وقدمت تدريب مهني في الإدارة والكمبيوتر واللغات. في عام 1995 قدمت الجامعة أول برنامج أكاديمي لها: دبلوم في إدارة الأعمال وتنظيم المعلومات الحاسوبية. ثم تغير الاسم إلى كلية الإمارات للتكنولوجيا  وتنوعت البرامج لتقدم درجة البكالوريوس في تخصصات عدة مثل الموارد البشرية والإدارة والحاسب الآلي والمعاملات البنكية والمعلومات الصحية. في عام 2022 تغير الاسم إلى "كلية ليوا".
لكلية ليوا ثلاث أبنية : مبنى البنين في شارع حمدان وفيه الإدارة ومركز التعليم المستمر. ومبنى البنات في مجمع آل نهيان وأخيرا مبنى الإعلام والتصميم الجرافيكي الذي يقع في شارع الخليج.  
تحولت كلية ليوا إلى جامعة ليوا في مايو 2025 بناء على القرار الصادر من وزارة التعليم العالي والبحث العلمي، القاضي باعتماد هذا التحويل لفرعي الجامعة في أبوظبي والعين.  

### الرؤية
أن تصبح جامعة ليوا واحدة من أفضل الجامعات الخاصة في دولة الإمارات العربية المتحدة.

### الرسالة
تقدم جامعة ليوا خدمات عالية الجودة في التدريس والبحث العلمي وخدمة المجتمع لكل المعنيين ذوي العلاقة وذلك بالمواءمة مع أفضل الممارسات العالمية التي تركز على الاقتصاد المعرفي والاستثمار في الموارد البشرية والتكنولوجيا. 

## البرامج
تقدم جامعة ليوا تسعة عشر برنامج بكالوريوس وستة برامج دبلوم (مدة عامين). وتخطط الكلية لإدخال برامج بكالوريوس إضافية جديدة وبرامج دراسات عليا قريبا.

### برامج البكالوريوس
المصدر: 
- بكالوريوس إدارة الأعمال في الإدارة
- بكالوريوس إدارة الأعمال في الموارد البشرية
- بكالوريوس إدارة الأعمال في تكنولوجيا المعلومات
- بكالوريوس إدارة الأعمال في الإدارة الصناعية
- بكالوريوس إدارة الأعمال في المحاسبة
- بكالوريوس إدارة الأعمال في المالية والمصرفية
- بكالوريوس إدارة الأعمال في إدارة السياحة والضيافة
- بكالوريوس إدارة الأعمال في التسويق
- بكالوريوس العلوم الصحية التطبيقي في إدارة المعلومات الصحية
- بكالوريوس إدارة الرعاية الصحية
- بكالوريوس العلوم في الرعاية الطبية الطارئة
- بكالوريوس العلوم في التصوير التشخيصي الطبي
- بكالوريوس العلوم في الرعاية التنفسية
- بكالوريوس العلوم في علوم المختبر الطبي
- بكالوريوس العلوم في الهندسة الصناعية
- بكالوريوس العلوم في الهندسة الميكانيكية
- بكالوريوس تكنولوجيا المعلومات

### برامج الدبلوم
المصدر: 
- إدارة الأعمال ونظم المعلومات الحاسوبية
- دبلوم التصميم الجرافيكي والرسوم المتحركة
- دبلوم إدارة الموارد البشرية
- دبلوم إدارة الرعاية الصحية
- دبلوم علوم المختبر الطبي
- دبلوم تكنولوجيا المعلومات

## أساتذة أو خريجون بارزون
- محمد خليل محسن